# USRC Hudson (1893)

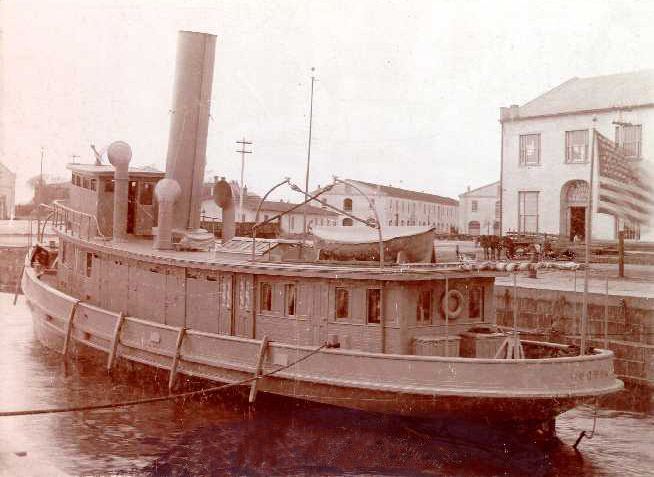
Буксир "Гудзон",1898 рік.

"Гудзон", відомий участю у битві при Карденасі, був першим судном Служби митних катерів Сполучених Штатів, яке мала сталевий корпус і паровий двигун з потрійним розширенням. 

## Історія

### У Нью-Йоркській гавані
Екіпаж списаного буксиру  Служби митних катерів  "Вашингтон" був відправлений до "Гудзону" і судно негайно вирушило до Нью-Йорка, щоб виконувати функції портового буксиру після введення в експлуатацію 15 вересня 1893 року.  Ці обов'язки включали забезпечення дотримання  митне правозастосування, перевірка суднової документації, забезпечення карантину, допомога торговим судам, пошуково-рятувальні операції. 

### Іспано-американська війна

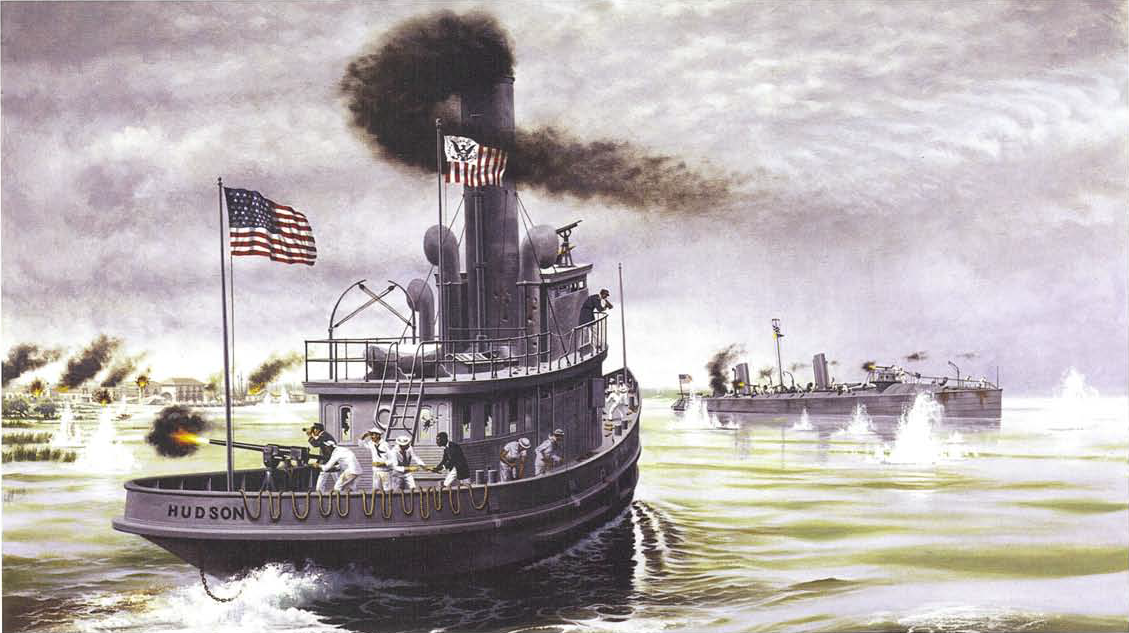
USRC Hudson, під командуванням Френка Гамілтона Ньюкомба рухається на допомогу знерухомленому USS Winslow під час Другої битви при Карденасі

"Гудзон" був направлений 24 березня 1898 року на службу у ВМС США через початок іспано-американської війни.   3 квітня судно прибуло до морської верфі Норфолк, і була оснащено двома шестифунтовими скорострільними гарматами та кулеметом Кольта.  Крім того, рубку захистили сталевою пластиною розміром 5/8 дюймів (16 міліметрів).  11 травня 1898 р. "Гудзон" разом з військовими кораблями  USS Winslow, USS Machias, та USS Wilmington,  переслідував три іспанські канонірські човни у бухті Карденас, на Кубі. Там берегові батареї обстріляли кораблі США та знеркухомили міноносець "Уінслоу", пошкодивши його рульове управління та котел. Був  поранений капітан корапбля  і вбив мічмана Ворза Бека і тртох члени екіпажу.  Попри обстріл іспанських гармат, "Гудзон", під командуванням першого лейтенантп Френка Х. Ньюкомба, увійшов у бухту, аби врятувати  Уінслоу. "Ньюкомб" тримав "Гудзон" на мілководді поблизу "Уінслоу", поки  не взяв його на буксир і вивів з зони лобстрілу. Під час перебування в бухті міноносець і буксир постійно вели вогонь іспанських позиціях.  
"Гудзон" переправив тіла загиблих, а також поранених разом з депешами ескадри з Карденаса доескадри поблизу Гавани, Куба, прибувши туди 14 травня 1898 року. Буксир ненадовго залишався там на блокадній службі, перш ніж вирушити до Кі-Уест. Ще один період патрулювання закінчився 10 липня, коли судно повернулася до блокуючого флоту з додатковими депешами. "Гудзон" захопив два рибальські судна, які намагалися прорати блокаду поблизу Гавани. 17 серпня "Гудзон" повернувся під юрисдикцію Міністерства фінансів, і судно вирушила в Норфолк через Кі-Уест і Савану і прибула туди 21 серпня 1898 року.   

#### Медаль "Карденас"
27 червня 1898 року президент Вільям Маккінлі рекомендував Конгресу призначити офіцерам та екіпажу "Гудзона" медалі за їхні героїчні дії в затоці Карденас під час порятунку Уінслоу. 3 травня 1900 р. Конгрес прийняв законодавство про присвоєння медалі "Карденас" екіпажу Хадсона (31 ст. 717, 56-й конгрес). 

### Подальша служба
"Гудзон" прибув до Нью-Йорка 6 жовтня 1898 року, де продовжив виконувати свої традиційні обов'язки.  24 жовтня буксир був направлений до Філадельфії, де  взяв участь у військово-морському параді. Він повернулася до Нью-Йорка після ремонту 27 жовтня.  26 червня він супроводжував міжколгову регату в Поукіпзі, штат Нью-Йорк, після чого повернувся до гавані Нью-Йорка. Після оголошення Конгресом війни Німеччині 6 квітня 1917 р. "Гудзон" знову був переданий військово-морському флоту США під час Першої світової війни.  6 квітня судно надавало підтримку митникам порту Нью-Йорка під час затримання офіцерів захопленого круїзного лайнера SS Vaterland на острів Елліс для інтернування.  Під час війни судно спочатку призначалося для охорони портів, але пізніше було обладнаних для тралення. Функції тральщика виконувало поблизу Порт - Джефферсон, штат Нью - Йорк. Після грудня 1917 року "Гудзон" був використаний для охорони вибухонебезпечних барж поблизу порту Нью-Йорк.  Буксир продовжувала свою службу у ВМС, поки 28 серпня 1919 року знову не повернулася під управління Міністерства фінансів. "Гудзон" проходив ремонтні роботи в 1922 році та 1928 році, продовжуючи виконання звичних функцій у гаваені  Нью-Йорка.  Корабель вивели з експлуатації 3 травня 1935 року та продали.  